# The Great Khali
Dalip Singh Rana, meglio conosciuto come The Great Khali (Dhiraina, 27 agosto 1972), è un ex wrestler e attore indiano naturalizzato statunitense, noto per i suoi trascorsi nella WWE tra il 2006 e il 2018.
Ha vinto una volta il World Heavyweight Championship nel 2007.
Nel 2021 è stato inserito nella WWE Hall of Fame.

## Carriera nel wrestling

### All Pro-Wrestling (2000–2001)
I suoi primi match li ebbe nella All Pro Wrestling (APW) negli Stati Uniti, dove combatteva con il ring name di Giant Singh. Fu coinvolto direttamente nell'incidente in allenamento che provocò la morte di Brian Ong il 28 marzo 2001, vittima di una mossa eseguita dallo stesso Singh. Le responsabilità di Singh in realtà non furono molte, giacché erano presenti altre due persone (una delle quali allenatore) per guidare Ong nella caduta. A fronte di un'esecuzione corretta di Singh della mossa, vi fu un errato arrivo a terra del giovane wrestler il quale morì per le conseguenze della caduta (Ong aveva già subito un infortunio simile poco tempo prima ed il secondo si rivelò fatale). La All Pro Wrestling fu costretta a risarcire la famiglia del wrestler con una cifra di circa un milione e trecentomila dollari.

### World Wrestling Entertainment (2006–2014)

#### Faida con Undertaker (2006)
Il 2 gennaio 2006, Singh è diventato il primo wrestler indiano ad essere messo sotto contratto dalla World Wrestling Entertainment (WWE); è stato mandato nella loro federazione di sviluppo, la Deep South Wrestling, dove ha lottato con il suo vero nome.
Il 7 aprile, con il suo manager Daivari, debuttò a SmackDown! attaccando The Undertaker nel corso di un match nel quale quest'ultimo stava lottando contro Mark Henry. La settimana dopo venne presentato come The Great Khali, con Daivari che spiegò che ora finalmente aveva trovato un nuovo cliente che avrebbe distrutto The Undertaker. Khali fece il suo debutto nel ring nella puntata di SmackDown! del 21 aprile sconfiggendo Funaki. Nella puntata di SmackDown! del 12 maggio venne scelto come sfidante del World Heavyweight Champion Rey Mysterio; Khali sconfisse Mysterio in pochi minuti. Debuttò in pay-per-view a Judgment Day, dove sconfisse The Undertaker. Nelle settimane successive distrusse altri wrestler in vari 2-on-1 Handicap match, come quando affrontò i Mexicools: dopo che Psicosis aveva lasciato indifeso sul ring il suo compagno Super Crazy, questi venne facilmente sconfitto da Khali. Successivamente Khali sfidò ancora una volta The Undertaker in un Punjabi Prison match a The Great American Bash. Khali però non poté parteciparvi a causa di un infortunio e fu sostituito da Big Show, che perse l'incontro. Khali venne poi sfidato da The Undertaker in un Last Man Standing match a SummerSlam. Il match venne spostato nella puntata di SmackDown! precedente a SummerSlam e fu vinto da The Undertaker, segnando la prima sconfitta di Khali nella WWE.

#### ECW
Al suo ritorno, il 31 ottobre, debuttò nel roster della ECW nell'inusuale ruolo di manager di Daivari. Daivari combatté contro diversi avversari e alla fine di ogni match Khali intervenne colpendoli ripetutamente. Khali iniziò poi una faida con Tommy Dreamer, attaccandolo regolarmente durante le puntate della ECW. Disputò il suo primo match nella ECW battendo Shannon Moore. L'intervento di Tommy Dreamer servì a ben poco: benché riuscì a mettere KO Daivari, nulla poté contro Khali che lo lasciò esanime a terra e trascinò nel backstage un Daivari privo di sensi. Infine Khali affrontò Tommy Dreamer il 9 gennaio 2007 in un Extreme Rules match. Qui sconfisse facilmente Dreamer, in quello che si rivelò essere l'ultimo incontro dell'indiano nella ECW.

#### RAW, la faida con Kane e opportunità titolate

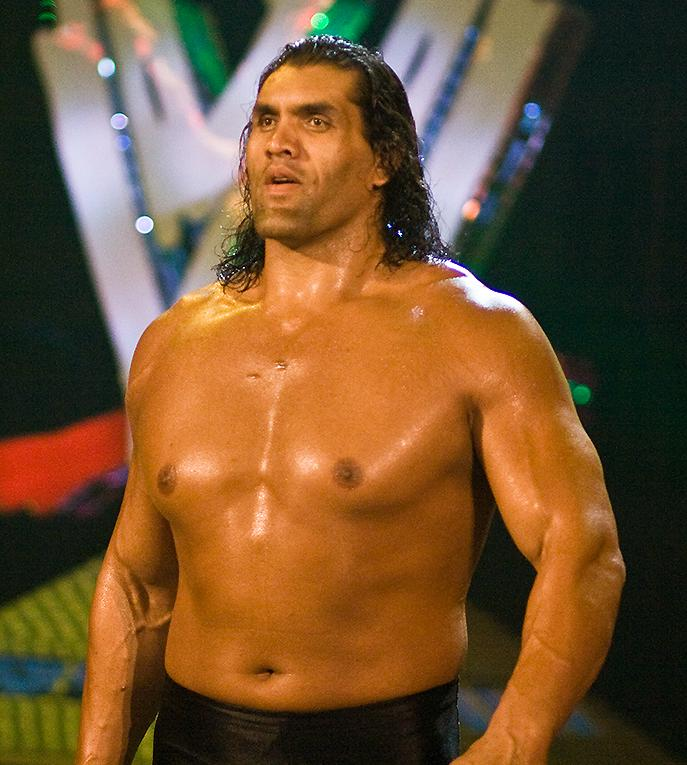
Great Khali nel 2008 a WrestleMania

L'8 gennaio 2007 Khali fu dirottato nel roster di Raw dove non ebbe più Daivari come manager. Nel suo primo match affrontò il WWE Champion John Cena, vincendo per squalifica. Qualche giorno dopo ebbe l'occasione di conquistare l'Intercontinental Championship affrontando il campione Jeff Hardy, ma lo sconfisse per count-out e senza dunque il cambio di titolo. La settimana successiva a Raw conquistò un posto per la Royal Rumble, dove partì tra i favoriti ed entrò con il numero 28, ma venne eliminato dal vecchio rivale a SmackDown! The Undertaker.
Il 23 febbraio 2007 intervenne nel Falls Count Anywhere match di SmackDown! fra Kane e King Booker, attaccando il primo in modo da portarlo alla sconfitta. Tutto ciò portò ad un match a WrestleMania 23: nella sua prima apparizione allo "Showcase of the Immortals", il gigante indiano batté Kane dopo una Khali Bomb. In seguito Khali cominciò a dominare sui talenti più bassi del roster di Raw.
A inizio maggio ottenne il suo primo incontro per il WWE Championship sconfiggendo Shawn Michaels in una puntata di Raw. Prima però affrontò Cena a Saturday Night's Main Event sconfiggendolo in un match non titolato. A Judgment Day Khali perse per sottomissione un match valido per il WWE Championship contro John Cena. Nella puntata successiva di Raw venne però scoperto che il piede di Khali era sopra la corda quando si arrese, senza che l'arbitro vedesse ciò. Khali sfidò quindi una seconda volta Cena. La rivincita avvenne a One Night Stand, dove Khali perse di nuovo in un Falls Count Anywhere match dopo esser stato lanciato da una gru con una F-U di Cena. La sera successiva a Raw fu schienato nuovamente dal campione nel Triple Threat match per il WWE Championship che includeva anche Umaga.

#### Campione dei pesi massimi (2007–2008)
Khali passò dal roster di Raw a quello di SmackDown! (assieme al suo traduttore Ranjin Singh) in seguito alla Draft lottery svoltasi l'11 giugno 2007 durante una puntata di Raw. Nella puntata di SmackDown! del 20 luglio il World Heavyweight Champion in carica Edge rese vacante il titolo a causa di un infortunio al petto; il General Manager di SmackDown! Theodore Long la sera stessa fece disputare una Battle Royal per la riassegnazione del titolo vacante e a vincerla fu proprio The Great Khali, il quale divenne per la prima volta in carriera World Heavyweight Champion. Khali conservò il titolo a The Great American Bash contro Batista e Kane e poi dall'assalto di Batista a SummerSlam, perdendo il match per squalifica. A Unforgiven Khali perse il titolo contro Batista in un Triple Threat match al quale prese parte anche Rey Mysterio. La rivalità con Batista portò i due a disputare il secondo Punjabi Prison match della storia della WWE a No Mercy; a vincere il match fu Batista. Alle Survivor Series sconfisse Hornswoggle che si vendicò in seguito aiutando Finlay a sconfiggere l'indiano durante Armageddon dopo un colpo con un tubo d'acciaio.
Nel 2008 partecipò alla Royal Rumble, perdendo. Subì in seguito un infortunio per mano di Undertaker nell'Elimination Chamber match svoltosi durante No Way Out. Venne sconfitto la settimana dopo da The Undertaker e a WrestleMania XXIV perse nella Battle Royal della ECW. Perse anche a Backlash contro Big Show. Venne sconfitto ancora una volta da The Undertaker, venendo infortunato alla laringe. Dopo il recupero ottenne un match a SummerSlam contro Triple H per il WWE Championship, senza riuscire però a vincere. Nella rivincita perse nuovamente contro Triple H. Contro Jeff Hardy perse il match di qualificazione per il primo Scramble match di SmackDown!.

#### Punjabi Playboy (2008–2009)
Verso la fine di ottobre diventa face e dà il via alla Khali Kiss Cam e ad una rivalità con Montel Vontavious Porter (MVP), sconfiggendolo nella puntata di SmackDown! del 7 novembre e intervenendo, una settimana dopo, durante il suo match contro Funaki, causandogli la sconfitta. Durante l'800ª puntata di Raw, inoltre, Khali aiuta Rey Mysterio a vincere il suo incontro. Khali da allora combatte pochi incontri per via dei suoi problemi alle ginocchia e i suoi impegni cinematografici in India e negli Stati Uniti.
Alle Survivor Series vinse facendo parte del team di Shawn Michaels contro il team di John "Bradshaw" Layfield.
Nel 2009 partecipò alla Royal Rumble, perdendo il match. In un match di qualificazione per l'Elimination Chamber match venne sconfitto da Triple H; nell'incontro vi era presente anche Vladimir Kozlov.
Torna raccogliendo la sfida di Santino Marella, che aveva sfidato qualsiasi membro del roster di SmackDown; Khali aveva accettato la sfida perché voleva "Santina", la sorella gemella di Santino, nella sua Kiss Cam; Khali batté Santino per due volte e si assicurò la presenza di "Santina" a Backlash. All'evento, Khali non riuscì a baciare Santina perché quest'ultima riuscì a scappare appena in tempo.

#### Faida con Dolph Ziggler (2009–2010)
A SmackDown intraprese una faida con Dolph Ziggler, che in un match fra i due aveva attaccato l'indiano con una sedia ed era poi fuggito nelle settimane successive lasciando Khali infuriato. Khali in un successivo match riuscì a battere Ziggler nettamente. I due si affrontarono altre volte, ma a spuntarla in qualche modo è sempre Ziggler, che vince sia per countout sia per squalifica. A The Bash il gigante indiano venne sconfitto da Ziggler grazie all'intervento di Kane, che lo colpì ripetutamente con una sedia; il match infatti non prevedeva squalifiche. I due si affrontarono due volte in pay-per-view con due vittorie della Big Red Machine: SummerSlam e Breaking Point in un Singapore Cane match; dopo il match scomparve dalle scene per un problema alla gamba destra.
Ritornò durante la puntata di Raw del 14 dicembre, dove insieme a Kane e Christian sconfisse i Ruthless Roundtable. Nel 2010 partecipò alla Royal Rumble, perdendo. Dopo una sconfitta subita contro Dolph Ziggler, qualche tempo dopo decise di prendersi un periodo di riposo per tornare in India.

#### Faida col Nexus (2010–2011)
Tornò nella puntata di Raw del 19 aprile sconfiggendo Vladimir Kozlov. The Great Khali passò al roster di Raw insieme al suo manager Ranjin Singh, nel draft supplementare del 2010. Nella puntata di Raw del 19 luglio, John Cena annunciò il suo team a SummerSlam per sconfiggere il Nexus. Khali venne scelto nel team insieme a Edge, R-Truth, John Morrison, Chris Jericho e Bret Hart. In una puntata di Raw si doveva svolgere un match tra The Great Khali e Wade Barrett, ma ciò non accadde perché il Nexus attaccò il gigante nel backstage, infortunandolo alla gamba, impedendogli di partecipare a SummerSlam e costringendolo a rimanere fermo per un po' di tempo.
Ritornò nel 2011 alla Royal Rumble, entrando con il numero 19 e riuscendo a eliminare Husky Harris; venne però eliminato da Mason Ryan. A WrestleMania XXVII Khali partecipò al dark match, cioè una 22-man Battle Royal; The Great Khali riuscì a vincere la Battle Royal eliminando per ultimo Sheamus.

#### Alleanza con Jinder Mahal (2011–2012)
Nel Draft supplementare Khali passò da Raw a SmackDown con Ranjin Singh. Nella puntata di SmackDown del 13 maggio, venne schiaffeggiato da Jinder Mahal dopo la Khali Kiss Cam, il quale definì il comportamento del gigante una vergogna per l'India. Nella puntata di SmackDown del 27 maggio, Khali effettuò un turn heel dopo il suo match contro Kane, attaccando Ranjin Singh e formando un tag team con Jinder Mahal. Nella puntata di SmackDown del 5 agosto venne sconfitto da Sheamus. Nella puntata successiva di SmackDown combatté e perse nel main event contro Randy Orton. Nella puntata di SmackDown del 19 agosto, Khali partecipò alla Battle Royal per decretare lo sfidante di Orton a Night of Champions in un match valido per il World Heavyweight Championship, ma venne eliminato da Mark Henry. Nella puntata successiva di SmackDown perse per sottomissione contro Ezekiel Jackson.
Nella puntata di Super SmackDown del 30 agosto, Khali perse per squalifica contro Sheamus a causa dell'interferenza di Jinder Mahal. Nella puntata di Raw del 5 settembre perse un tag team match assieme a Jinder Mahal contro Kofi Kingston e Evan Bourne. Nella puntata di SmackDown del 9 settembre i due indiani affrontarono nuovamente gli Air Boom: durante il match Khali subì uno schiaffo da Mahal; Khali lo spinse e fece sì che il compagno di tag subisse la Trouble in Paradise di Kingston, rieffettuando un turn face. Da qui l'alleanza si sciolse e nacque una faida fra i due. La settimana successiva a SmackDown Khali affrontò Heath Slater, ma intervenne Jinder Mahal e insieme a Slater attaccò Khali, ma quest'ultimo riuscì ad avere la meglio. Nella puntata di SmackDown del 23 settembre, Khali sconfisse Jinder Mahal, ponendo fine alla loro faida. Nella puntata di Raw del 26 settembre avrebbe dovuto disputare un match contro Mark Henry, ma venne attaccato dallo stesso Henry prima che iniziasse il match. Nella puntata di SmackDown del 30 settembre perse contro Mark Henry e al termine del match Henry utilizzò una sedia con la quale effettuò una Corner Splash sulla caviglia sinistra di Khali, causandogli una frattura al perone (kayfabe).
Ritorna a sorpresa nel 2012 alla Royal Rumble come numero 15 del Royal Rumble match, eliminando Ezekiel Jackson e Jinder Mahal e resistendo sul ring per circa 7 minuti; viene però eliminato poi da Cody Rhodes.

#### Varie alleanze (2012–2013)
Nella puntata di SmackDown del 3 febbraio viene annunciato come partecipante dell'Elimination Chamber match per il World Heavyweight Championship. Tre giorni dopo, ritorna sul ring a Raw in coppia con Randy Orton e sconfiggendo Wade Barrett e Cody Rhodes, effettuando lo schienamento vincente su Rhodes, ma subendo una RKO al termine del match per mano di Orton. Al pay-per-view Elimination Chamber entra con il numero 5 nell'Elimination Chamber match per il World Heavyweight Championship eseguendo due Punjabi Plunge su Cody Rhodes e Wade Barrett, ma viene eliminato poco dopo da Big Show. Il 20 febbraio a Raw prende parte alla 10-man Battle Royal per decidere lo sfidante di CM Punk per il WWE Championship a WrestleMania XXVIII, ma viene eliminato dallo sforzo combinato di più wrestler.
Il 23 marzo a SmackDown viene annunciato come nuovo membro del Team Teddy, insieme a Zack Ryder. A WrestleMania XXVIII il Team Laurinaitis sconfigge il Team di Teddy Long. Nella puntata speciale di SmackDown Blast from the Past vince un match insieme a Natalya e Alicia Fox contro le Bella Twins (Brie e Nikki Bella) e Drew McIntyre. A fine match viene baciato da Mae Young. Nella puntata di Raw del 16 aprile ha fatto coppia con Big Show in un tag team match contro i WWE Tag Team Champions Primo e Epico, vincendo facilmente ma non ottenendo tuttavia un successivo match titolato.
A Over the Limit partecipa ad una Battle Royal per decretare il primo sfidante della stessa sera dei campioni secondari Santino Marella (United States Champion) e Cody Rhodes (Intercontinental Champion), ma viene eliminato da Darren Young e Titus O'Neil. Nella puntata di Raw dell'11 giugno partecipa ad un Fatal-four Way match contro Jack Swagger, Dolph Ziggler e Christian per decretare il primo sfidante a No Way Out per il World Heavyweight Championship detenuto da Sheamus, ma viene sconfitto. Il 22 di giugno, a SmackDown, viene annunciato che Khali, per una settimana, sarebbe stato l'assistente del GM assoluto Vickie Guerrero. Nella puntata speciale SmackDown!: Great American Bash del 3 luglio, insieme a Layla, batte Antonio Cesaro e Aksana; nella stessa sera partecipa a una 20-man Over the Top Rope Battle Royal, ma viene eliminato da Tensai e Jack Swagger.
A fine luglio, Khali si è sottoposto ad un intervento chirurgico per via di un tumore alla ghiandola della crescita e il suo rientro è previsto per ottobre 2012. Khali ritorna nel nuovo show della WWE, Saturday Morning Slam, sconfiggendo Primo. Dopo aver combattuto varie volte contro Epico e Primo, nella puntata di SmackDown del 7 dicembre sconfigge in coppia con Hornswoggle, e con Natalya come manager, il duo portoricano. A Main Event vince una Battle Royal, diventando primo sfidante per lo United States Championship detenuto da Antonio Cesaro, ma nel match titolato esce sconfitto.

#### Varie faide (2013–2014)
Nel 2013 partecipa alla Royal Rumble con il numero 23, ma viene eliminato da Daniel Bryan e Kane. A Battleground, Khali e Santino Marella perdono contro i Real Americans (Antonio Cesaro e Jack Swagger). Nell'ultima puntata di Raw del 2013 affronta Damien Sandow in un match in cui se quest'ultimo avesse perso si sarebbe ritirato (storyline) dal wrestling, cosa che non avviene poiché Khali perde l'incontro.
Nel 2014 partecipa alla Royal Rumble con il numero 16, venendo eliminato dall'intero Shield (Dean Ambrose, Roman Reigns e Seth Rollins). Torna nella puntata di Raw del 30 giugno 2014 sconfiggendo in pochi secondi Damien Sandow. Nella puntata di Raw del 14 luglio perde per countout contro Bo Dallas. Nella puntata di Raw del 21 luglio, invece, viene pesantemente sconfitto da Rusev. Il 31 ottobre, a SmackDown, perde ancora in pochi secondi contro Rusev. Questo si rivela essere il suo ultimo match nella federazione, infatti, il 14 novembre 2014, al termine del suo contratto, esce dalla WWE.

### Apparizioni sporadiche (2017–2018)
The Great Khali ha fatto il suo ritorno alla WWE come heel il 23 luglio 2017 durante Battleground, intervenendo in aiuto del WWE Champion Jinder Mahal durante il suo Punjabi Prison match contro Randy Orton, favorendo la vittoria finale del campione aiutandolo a uscire dalla gabbia tenendo fermo Orton. Il profilo di Khali è brevemente apparso sulla lista del roster attivo sul sito della WWE per poi essere rimosso, indicando l'apparizione di Khali come per una sola notte. Khali ha inoltre partecipato al Royal Rumble match a 50 uomini svoltosi il 27 aprile 2018 a Greatest Royal Rumble, come face, entrando col numero 45 ma è stato eliminato da Bobby Lashley e Braun Strowman.

## Vita privata
Terzo di otto figli, Singh iniziò a lavorare sin da adolescente per aiutare la famiglia. Prima di entrare nel corpo di polizia del Punjab, lavorò per diverso tempo nelle miniere dell'Himalaya; in questo periodo iniziò a praticare diversi sport, riuscendo bene in ognuno di essi. Tra tutti, Singh aveva una particolare predilezione per il culturismo. Il Direttore Generale delle Forze di Polizia del Punjab venne a conoscenza delle abilità del giovane Singh e fece di tutto per aiutarlo ad entrare nella polizia. Grazie al lavoro stabile, Singh poté dedicare molto tempo alla sua passione, arrivando a vincere il titolo di "Mister India" 1995-96. Il suo notevole successo e il duro lavoro gli permisero di ottenere un contratto di allenamento negli Stati Uniti d'America nel 1996. Singh riuscì a raggiungere il suo più grande obiettivo, quello di aiutare la sua famiglia ed il villaggio dov'è nato.
Ha sposato Harminder Kaur il 2 febbraio 2002, dalla quale ha avuto una figlia. Il 26 luglio 2012, è stata resa nota la notizia che il wrestler indiano ha subito un intervento chirurgico per rimuovere un tumore benigno alla ghiandola pituitaria, probabile causa dell'acromegalia. Nel 2014 ottiene la cittadinanza statunitense con una cerimonia celebrata a Houston.
Nel 2015, in India ha fondato una propria federazione di wrestling: la CWE, dove svolge anche la funzione di allenatore.

## Personaggio

### Mosse finali
- Khali Bomb (Double-handed chokeslam)
- Khali Chop (Brain chop)
- Khali Vise Grip (Two-handed clawhold) – 2007-2011

### Manager
- Daivari
- Jinder Mahal
- Masahiro Chono
- Ranjin Singh

### Soprannomi
- "The Prince of the Land of Five Rivers"
- "The Punjabi Monster"
- "The Punjabi Nightmare"
- "The Punjabi Playboy"
- "The Punjabi Titan"

## Titoli e riconoscimenti

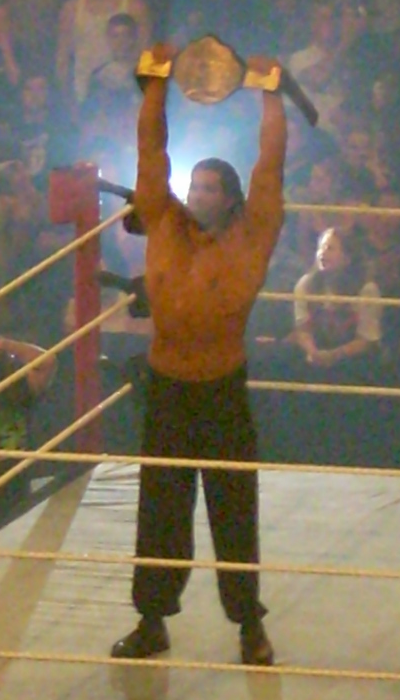
The Great Khali con il World Heavyweight Championship, titolo che ha detenuto una volta

- Continental Wrestling Entertainment
  - CWE Heavyweight Championship (2)
- New Japan Pro-Wrestling
  - Teisen Hall Six-Man Tournament (2002) – con Giant Silva e Masahiro Chono
- Pro Wrestling Illustrated
  - 83º tra i 500 migliori wrestler singoli nella PWI 500 (2008)
- WWE
  - World Heavyweight Championship (1)
  - WWE Hall of Fame (classe del 2021)
  - Slammy Award (1)
    - "Damn!" Moment of the Year (2008) - Khali Kiss Cam
- Wrestling Observer Newsletter
  - Most Overrated (2007)
  - Worst Gimmick (2008)

## Filmografia

### Cinema
- L'altra sporca ultima meta, regia di Peter Segal (2005)
- Agente Smart - Casino totale, regia di Peter Segal (2008)
- MacGruber, regia di Jorma Taccone (2010)
- Kushti, regia di Rajeev Kumar (2010)
- The Saviour, regia di Hadi Ali Abrar (2010)
- Marsupilami, regia di Alain Chabat (2012)

## Doppiatori italiani
- Stefano Mondini in L'altra sporca ultima meta
- Claudio Fattoretto in Agente Smart - Casino totale
- Alessandro Rossi in Marsupilami